# Lophophorata
Onder de naam Lophophorata, soms ook Tentaculata, werd een tijd lang een groep in de rang van stam of superstam van het dierenrijk onderscheiden. Het gemeenschappelijk kenmerk is een "lofofoor", een tentakelkrans rondom de mond. Verondersteld werd dat de oorsprong van de groep gezocht moest worden bij het punt waar de Protostomata en de Deuterostomata uit elkaar waren gegaan, waarbij onduidelijk was binnen welk van die twee de Lophophorata geplaatst moesten worden. Beide komt voor. Ook is de groep wel opgevat als een zustergroep van de Deuterostomata.
Een modernere opvatting is dat de groep parafyletisch is, en om de stammen die erin werden geplaatst in te delen bij een nieuwe clade genaamd Lophotrochozoa die onderdeel is van de Protostomata. Vertegenwoordigers van de groep worden in afzettingen uit het Cambrium en jonger gevonden. Omdat de groep als een parafyletische groep wordt opgevat, is de term alleen nog om historische redenen relevant.
In de Lophophorata werden geplaatst:
- Brachiopoda – Armpotigen
- Ectoprocta of Bryozoa – Mosdiertjes
- Phoronida – Hoefijzerwormen
- † Hyolitha